# Chilades laius
Chilades laius är en fjärilsart som beskrevs av Pieter Cramer 1782. Chilades laius ingår i släktet Chilades och familjen juvelvingar. Inga underarter finns listade i Catalogue of Life.

## Bildgalleri

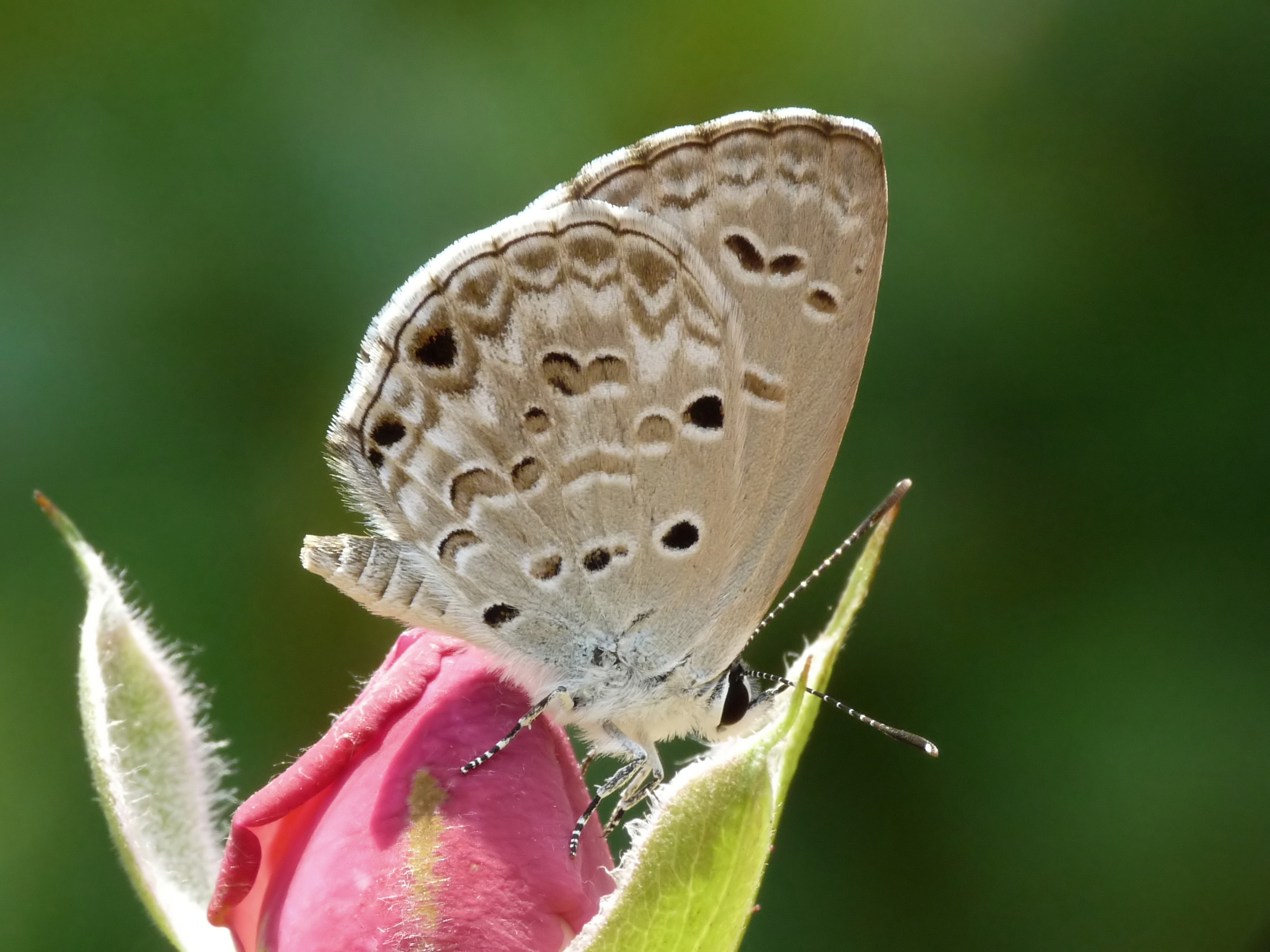
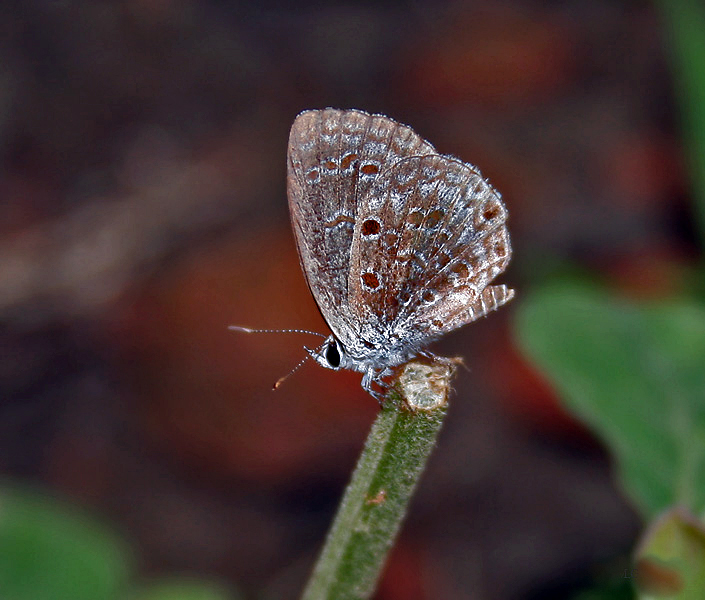
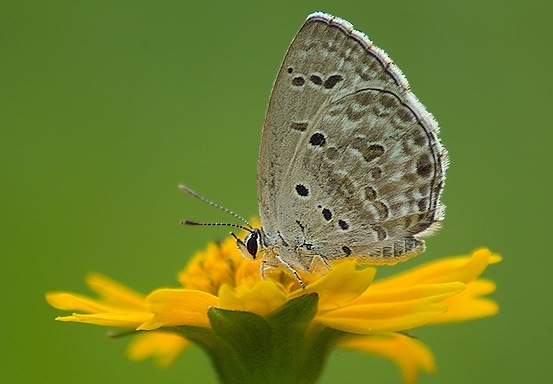
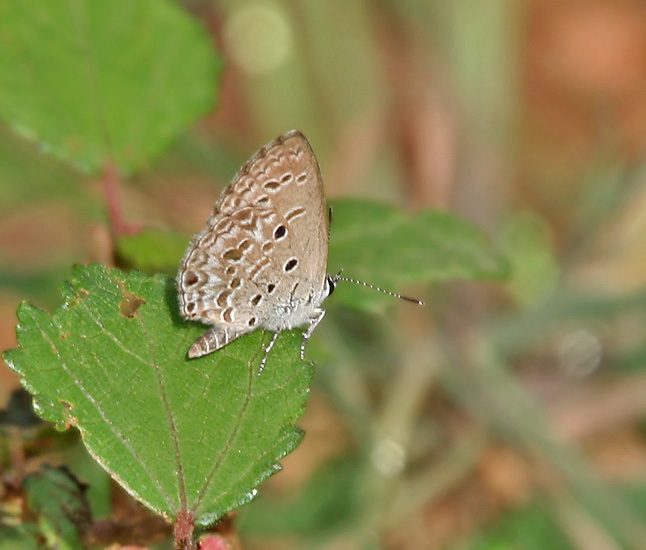
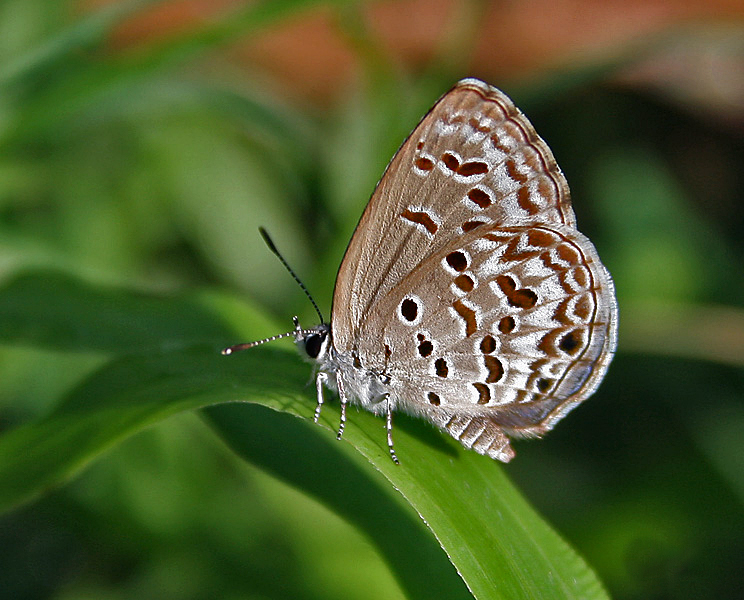